# Радженович, Вук
Ву́к Радже́нович (серб. Вук Рађеновић; 7 июня, 1983) — сербский бобслеист.

## Спортивная карьера

### Участие в Олимпийских играх
| Год  | Место проведения | Четвёрки |
| 2002 | Солт-Лейк-Сити   | 25       |
| 2010 | Ванкувер         | 18       |

## Интересные факты
На церемонии закрытия зимних Олимпийских игр 2010 в Ванкувере был знаменосцем олимпийской сборной Сербии.